# Protapanteles acasta
Protapanteles acasta är en stekelart som först beskrevs av Nixon 1973.  Protapanteles acasta ingår i släktet Protapanteles och familjen bracksteklar. Inga underarter finns listade i Catalogue of Life.